# Atletismo nos Jogos Pan-Americanos de 2011 - 5000 m masculino
A competição dos 5000 m rasos masculino foi um dos eventos do atletismo nos Jogos Pan-Americanos de 2011, em Guadalajara. Foi disputada no Estádio Telmex de Atletismo no dia 24 de outubro.

## Calendário
Horário local (UTC-6).
| Data          | Horário | Fase   |
| ------------- | ------- | ------ |
| 24 de outubro | 18:20   | Finais |

## Medalhistas
| Ouro   | MEX Juan Luis Barrios |
| Prata  | ECU Bayron Piedra     |
| Bronze | BRA Joílson da Silva  |

## Recordes
Recordes mundial e pan-americano antes da disputa dos Jogos Pan-Americanos de 2011.
| Tipo                             | Atleta          | Tempo    | Local          | Data                |
| -------------------------------- | --------------- | -------- | -------------- | ------------------- |
|                                  | Kenenisa Bekele | 12:37.35 | Hengelo        | 31 de maio de 2004  |
| Recorde dos Jogos Pan-Americanos | Ed Moran        | 13:25.60 | Rio de Janeiro | 23 de julho de 2007 |

## Resultados

### Final
| Pos.              | Atleta                 | País               | Tempo    | Obs.            |
| ----------------- | ---------------------- | ------------------ | -------- | --------------- |
| Medalha de ouro   | Juan Luis Barrios      | MEX México         | 14:13.77 |                 |
| Medalha de prata  | Byron Piedra           | ECU Equador        | 14:15.74 |                 |
| Medalha de bronze | Joílson da Silva       | BRA Brasil         | 14:16.11 |                 |
| 4                 | Juan Carlos Romero     | MEX México         | 14:16.13 | Recorde pessoal |
| 5                 | Brandon Bethke         | USA Estados Unidos | 14:17.31 |                 |
| 6                 | José Mauricio González | COL Colômbia       | 14:19.43 |                 |
| 7                 | Javier Guarín          | COL Colômbia       | 14:20.15 |                 |
| 8                 | Stephen Furst          | USA Estados Unidos | 14:21.94 |                 |
| 9                 | Jhon Cusi              | PER Peru           | 14:28.31 |                 |
| 10                | Raúl Machahuay         | PER Peru           | 14:43.05 |                 |
| 11                | Miguel Barzola         | ARG Argentina      | 14:44.23 |                 |
| 12                | Luis Orta              | VEN Venezuela      | 14:59.00 |                 |
| 13                | José Raxon             | GUA Guatemala      | 14:59.78 |                 |
| 14                | Ubaldo de los Santos   | URU Uruguai        | 15:23.87 |                 |
| 15                | Oneil Williams         | BAH Bahamas        | 18:01.55 |                 |

Legenda
| Recorde mundial                  | Recorde mundial (World record)               |                       | Recorde africano                      | Recorde africano (African) |                                           | Q | Classificado por posição (Qualified) |
| Recorde dos Jogos Pan-Americanos | Recorde pan-americano (Pan-American record)  | Recorde da América    | Recorde da América (Americas)         | q                          | Classificado por melhor tempo (Qualified) |   |                                      |
| Melhor marca do ano              | Melhor marca do ano (World leading)          | Recorde asiático      | Recorde asiático (Asian)              | DNS                        | Não largou (Did not start)                |   |                                      |
| Recorde nacional                 | Recorde nacional (National record)           | Recorde europeu       | Recorde europeu (European)            | DNF                        | Não terminou (Did not finish)             |   |                                      |
| Recorde pessoal                  | Recorde pessoal do atleta (Personal best)    | Recorde da Oceania    | Recorde da Oceania (Oceania)          | DSQ / DQ                   | Desclassificado (Disqualified)            |   |                                      |
| Recorde da temporada             | Recorde da temporada do atleta (Season best) | Recorde sul-americano | Recorde sul-americano (South America) | NM                         | Sem marca (No mark)                       |   |                                      |